# 24928 Susanbehel
24928 Susanbehel è un asteroide della fascia principale. Scoperto nel 1997, presenta un'orbita caratterizzata da un semiasse maggiore pari a 2,4025504 UA e da un'eccentricità di 0,2496720, inclinata di 7,56907° rispetto all'eclittica.